# U-1271
U-1271 – niemiecki okręt podwodny (U-Boot) typu VII C/41 z okresu II wojny światowej. Okręt wszedł do służby w 1944 roku.

## Historia
Wcielony do 8. a następnie 33. Flotylli U-Bootów celem szkolenia załogi; nie odbył żadnego patrolu bojowego.
Poddany 9 maja 1945 roku w Bergen (Norwegia), przebazowany 30 maja do Loch Ryan (Szkocja). Zatonął 8 grudnia 1945 roku po zerwaniu się z holu podczas transportu na miejsce zniszczenia w ramach operacji Deadlight. 